# Брандан, Диегу
Дие́гу Пере́йра Бранда́н (порт.-браз. Diego Pereira Brandão; 27 мая 1987, Форталеза) — бразильский боец смешанного стиля, представитель полулёгкой весовой категории. Выступает на профессиональном уровне начиная с 2005 года, известен по участию в турнирах бойцовских организаций UFC и Fight Nights, победитель четырнадцатого сезона бойцовского реалити-шоу The Ultimate Fighter.

## Биография
Диегу Брандан родился 27 мая 1987 года в городе Форталеза штата Сеара. Серьёзно занимался бразильским джиу-джитсу, является обладателем чёрного пояса в этой дисциплине.
Дебютировал в смешанных единоборствах на профессиональном уровне в октябре 2005 года, своего первого соперника победил удушающим приёмом в третьем раунде. Затем выиграл ещё два боя, а в апреле 2007 года потерпел первое в карьере поражение, попавшись в удушающий приём сзади. Через три недели после проигрыша вновь вышел драться и снова проиграл, на сей раз техническим нокаутом. В дальнейшем выступал с попеременным успехом, так, в период 2008—2010 годов провёл 11 поединков, из которых сумел выиграть семь, в том числе одержал победу над такими известными бойцами как Брайан Фостер и Дерек Кампос.
Имея в послужном списке 14 побед и 6 поражений, в 2011 году Брандан получил приглашение принять участие в четырнадцатом сезоне популярного бойцовского реалити-шоу The Ultimate Fighter. На предварительном этапе в первом же раунде нокаутировал Джесси Ньюэлла и был выбран под первым номером в команду Майкла Биспинга. На стадиях четвертьфиналов и полуфиналов взял верх над Стивеном Сайлером и Брайаном Карауэем. В финале встретился с Деннисом Бермудесом и победил его с помощью рычага локтя, получив дополнительно бонусы за лучший бой вечера и лучший приём вечера.
По итогам реалити-шоу Диегу Брандан подписал контракт с крупнейшей бойцовской организацией мира Ultimate Fighting Championship. В мае 2012 года единогласным решением судей проиграл Даррену Элкинсу, но затем сделал впечатляющую серию из трёх побед подряд. Его победная серия прервалась в декабре 2013 года после встречи с Дастином Пуарье, который добился победы нокаутом в начале первого раунда. Впоследствии провёл в UFC ещё три боя, два выиграл и один проиграл, в одном случае заработал бонус за лучшее выступление вечера. Во время последнего боя провалил допинг-тест, в его пробе были обнаружены следы марихуаны. Бразильца отстранили от соревнований и вскоре уволили из UFC.
Ожидалось, что Брандан примет участие в турнире российского промоушена Fight Nights и сразится здесь с россиянином Расулом Мирзаевым, однако на Мирзаева было совершено нападение, и в связи с неудовлетворительным состоянием здоровья он вынужден был отказаться от боя. Брандан всё же выступил в России на другом турнире Fight Nights в январе 2017 года, где с помощью рычага локтя победил другого россиянина Мурада Мачаева.

## Статистика в профессиональном ММА
| Боёв 47  | Побед 26 | Поражений 21 |
| -------- | -------- | ------------ |
| Нокаутом | 15       | 10           |
| Сдачей   | 6        | 2            |
| Решением | 5        | 8            |
| Другие   | 0        | 1            |

| Результат | Рекорд | Соперник            | Способ                                    | Турнир                                                    | Дата             | Раунд | Время | Место                           | Примечание                                                                                |
| --------- | ------ | ------------------- | ----------------------------------------- | --------------------------------------------------------- | ---------------- | ----- | ----- | ------------------------------- | ----------------------------------------------------------------------------------------- |
| Поражение | 25-20  | Муратбек Касымбай   | KO (удар)                                 | Hardcore Fighting Championship : Касымбай - Брандао       | 14 июля 2024     | 2     | 4:56  | Алматы, Казахстан               |                                                                                           |
| Поражение | 25-19  | Алексей Полпудников | Техническим нокаутом (удары)              | ACA 134: Багов - Кошкин                                   | 17 декабря 2021  | 3     | 0:54  | Краснодар, Россия (Basket-Hall) |                                                                                           |
| Поражение | 25-18  | Салман Жамалдаев    | Решением (большинством судейских голосов) | ACA 127: Керефов - Албасханов                             | 28 августа 2021  | 3     | 5:00  | Красноярск, Россия              |                                                                                           |
| Поражение | 25-16  | Салман Жамалдаев    | Дисквалификацией (нелегальный удар ногой) | ACA 120: Фроес - Хасбулаев                                | 26 марта 2021    | 2     | 1:06  | Санкт-Петербург, Россия         |                                                                                           |
| Поражение | 25-15  | Джихад Юнусов       | Единогласное решение                      | ACA 112                                                   | 4 октября 2020   | 3     | 5:00  | Грозный, Россия                 |                                                                                           |
| Поражение | 25-14  | Марат Балаев        | Раздельное решение                        | ACA 103                                                   | 14 декабря 2019  | 3     | 5:00  | Санкт-Петербург, Россия         |                                                                                           |
| Победа    | 25-13  | Джихад Юнусов       | Раздельное решение                        | ACA 100                                                   | 4 октября 2019   | 3     | 5:00  | Грозный, Россия                 |                                                                                           |
| Поражение | 24-13  | Марцин Хельд        | Единогласное решение                      | ACA 96                                                    | 8 июня 2019      | 3     | 5:00  | Лодзь, Польша                   |                                                                                           |
| Победа    | 24-12  | Венер Галиев        | TKO (остановлен врачом)                   | RCC 5                                                     | 15 декабря 2018  | 1     | 0:50  | Екатеринбург, Россия            |                                                                                           |
| Поражение | 23-12  | Дарон Крюйкшенк     | KO (летучее колено)                       | Rizin 13                                                  | 30 сентября 2018 | 2     | 0:17  | Сайтама, Япония                 |                                                                                           |
| Победа    | 23-11  | Сатору Китаока      | KO (удары руками)                         | Rizin 11                                                  | 29 июля 2018     | 1     | 1:38  | Сайтама, Япония                 |                                                                                           |
| Поражение | 22-11  | Ахмед Алиев         | TKO (отказ от продолжения)                | Fight Nights Global 73                                    | 5 сентября 2017  | 2     | 3:34  | Каспийск, Россия                |                                                                                           |
| Победа    | 22-10  | Венер Галиев        | TKO (удары руками)                        | Fight Nights Global 67                                    | 25 мая 2017      | 1     | 0:39  | Екатеринбург, Россия            |                                                                                           |
| Победа    | 21-10  | Мурад Мачаев        | Сдача (рычаг локтя)                       | Fight Nights Global 58                                    | 28 января 2017   | 2     | 0:58  | Махачкала, Россия               |                                                                                           |
| Поражение | 20-10  | Брайан Ортега       | Сдача (треугольник)                       | UFC 195                                                   | 2 января 2016    | 3     | 1:37  | Лас-Вегас, США                  |                                                                                           |
| Победа    | 20-9   | Кацунори Кикуно     | TKO (удары руками)                        | UFC Fight Night: Barnett vs. Nelson                       | 27 сентября 2015 | 1     | 0:28  | Сайтама, Япония                 | Лучшее выступление вечера.                                                                |
| Победа    | 19-9   | Джими Хеттс         | TKO (остановлен врачом)                   | UFC on Fox: Machida vs. Rockhold                          | 18 апреля 2015   | 1     | 5:00  | Ньюарк, США                     |                                                                                           |
| Поражение | 18-9   | Конор Макгрегор     | TKO (удары руками)                        | UFC Fight Night: McGregor vs. Brandao                     | 19 июля 2014     | 1     | 4:05  | Дублин, Ирландия                |                                                                                           |
| Поражение | 18-8   | Дастин Порье        | KO (удары руками)                         | UFC 168                                                   | 28 декабря 2013  | 1     | 1:54  | Лас-Вегас, США                  |                                                                                           |
| Победа    | 18-7   | Дэниел Пинеда       | Единогласное решение                      | UFC Fight Night: Shogun vs. Sonnen                        | 17 августа 2013  | 3     | 5:00  | Бостон, США                     |                                                                                           |
| Победа    | 17-7   | Пабло Гарса         | Сдача (треугольник руками)                | UFC on Fuel TV: Mousasi vs. Latifi                        | 6 апреля 2013    | 1     | 3:27  | Стокгольм, Швеция               |                                                                                           |
| Победа    | 16-7   | Джоуи Гамбино       | Единогласное решение                      | UFC 153                                                   | 13 октября 2012  | 3     | 5:00  | Рио-де-Жанейро, Бразилия        |                                                                                           |
| Поражение | 15-7   | Даррен Элкинс       | Единогласное решение                      | UFC 146                                                   | 26 мая 2012      | 3     | 5:00  | Лас-Вегас, США                  |                                                                                           |
| Победа    | 15-6   | Деннис Бермудес     | Сдача (рычаг локтя)                       | The Ultimate Fighter: Team Bisping vs. Team Miller Finale | 3 декабря 2011   | 1     | 4:51  | Лас-Вегас, США                  | Выиграл The Ultimate Fighter 14 полулёгкого веса. Лучший приём вечера. Лучший бой вечера. |
| Победа    | 14-6   | Ник Бутчмен         | KO (удары)                                | ECSC: Friday Night Fights 2                               | 11 февраля 2011  | 1     | 2:14  | Кловис, США                     |                                                                                           |
| Победа    | 13-6   | Ричард Вилья        | Сдача (удушение сзади)                    | Jackson’s MMA Series 3                                    | 18 декабря 2010  | 2     | 3:31  | Альбукерке, США                 |                                                                                           |
| Победа    | 12-6   | Майкл Кэстил        | KO (удар рукой)                           | ECSC: Evolution 1                                         | 30 октября 2010  | 1     | 0:30  | Кловис, США                     |                                                                                           |
| Победа    | 11-6   | Дерек Кампос        | Раздельное решение                        | KOK 8: The Uprising                                       | 27 февраля 2010  | 3     | 5:00  | Остин, США                      |                                                                                           |
| Поражение | 10-6   | Герт Кокани         | TKO (удары руками)                        | RIE 2: Battle at the Burg 2                               | 30 января 2010   | 2     | 3:30  | Пенн-Лэрд, США                  |                                                                                           |
| Поражение | 10-5   | Рэн Уизерс          | KO (удар рукой)                           | SWC 7: Discountenance                                     | 20 июня 2009     | 1     | 2:56  | Фриско, США                     |                                                                                           |
| Победа    | 10-4   | Фернанду Виэйра     | TKO (удары руками)                        | Mr. Cage 2                                                | 27 марта 2009    | 2     | 3:31  | Манаус, Бразилия                |                                                                                           |
| Победа    | 9-4    | Джеймс Кинг         | Сдача (удушение сзади)                    | KOK 5: Season’s Beatings                                  | 22 ноября 2008   | 1     | 1:53  | Остин, США                      |                                                                                           |
| Поражение | 8-4    | Мэтт Вич            | TKO (травма)                              | Pro Battle MMA: Immediate Impact                          | 4 октября 2008   | 2     | 1:28  | Спрингдейл, США                 |                                                                                           |
| Победа    | 8-3    | Брайан Фостер       | KO (удары руками)                         | TAP Entertainment: Fight Night                            | 27 июня 2008     | 1     | 1:34  | Соллисо, США                    |                                                                                           |
| Победа    | 7-3    | Орлеан Смит         | TKO (удары руками)                        | Amazon Tribal Kombat 1                                    | 29 марта 2008    | 1     | 3:18  | Манаус, Бразилия                |                                                                                           |
| Поражение | 6-3    | Жорже Клаи          | Единогласное решение                      | Amazon Challenge 2                                        | 1 марта 2008     | 3     | 5:00  | Манаус, Бразилия                |                                                                                           |
| Победа    | 6-2    | Фабиану Силва       | Раздельное решение                        | Amazon Challenge                                          | 29 сентября 2007 | 3     | 5:00  | Манаус, Бразилия                |                                                                                           |
| Победа    | 5-2    | Жуарес Харлес       | KO (удар рукой)                           | Amazon Challenge                                          | 29 сентября 2007 | 1     | 1:27  | Манаус, Бразилия                |                                                                                           |
| Победа    | 4-2    | Арилсон Пайшан      | TKO (удары руками)                        | Cassino Fight 4                                           | 15 сентября 2007 | 1     | 2:11  | Манаус, Бразилия                |                                                                                           |
| Поражение | 3-2    | Ронис Торрес        | TKO (удары руками)                        | Cassino Fight 3                                           | 21 апреля 2007   | 2     | N/A   | Бразилия                        |                                                                                           |
| Поражение | 3-1    | Даниэл Триндаде     | Сдача (удушение сзади)                    | Roraima Combat 3                                          | 1 апреля 2007    | 3     | 2:25  | Боа-Виста, Бразилия             |                                                                                           |
| Победа    | 3-0    | Жорже Далтон        | TKO (удары руками)                        | Manaus Moderna Fight                                      | 28 марта 2007    | 1     | N/A   | Манаус, Бразилия                |                                                                                           |
| Победа    | 2-0    | Элифранк Кариолану  | TKO (удары руками)                        | Cassino Fight                                             | 16 декабря 2006  | 1     | 3:41  | Манаус, Бразилия                |                                                                                           |
| Победа    | 1-0    | Микел Аддариу       | Сдача (удушение)                          | Mega Combat Vale Tudo                                     | 1 октября 2005   | 3     | 3:20  | Белен, Бразилия                 |                                                                                           |

### Показательные выступления
| Результат | Рекорд | Соперник       | Способ             | Турнир                                             | Дата              | Раунд | Время | Место          | Примечание            |
| --------- | ------ | -------------- | ------------------ | -------------------------------------------------- | ----------------- | ----- | ----- | -------------- | --------------------- |
| Победа    | 3-0    | Брайан Карауэй | TKO (удары руками) | The Ultimate Fighter: Team Bisping vs. Team Miller | ноября 16, 2011   | 1     | 4:15  | Лас-Вегас, США | Полуфинал.            |
| Победа    | 2-0    | Стивен Сайлер  | KO (удары руками)  | The Ultimate Fighter: Team Bisping vs. Team Miller | ноября 2, 2011    | 1     | 0:30  | Лас-Вегас, США | Четвертьфинал.        |
| Победа    | 1-0    | Джесси Ньюэлл  | KO (удары руками)  | The Ultimate Fighter: Team Bisping vs. Team Miller | сентября 21, 2011 | 1     | 0:47  | Лас-Вегас, США | Предварительный этап. |